# Tuffi ai XVIII Giochi asiatici - Piattaforma 10 metri maschile
La competizione dei tuffi dalla piattaforma 10 metri maschile dei XVIII Giochi asiatici si è disputata il 1º settembre 2018 presso il Gelora Bung Karno Aquatic Stadium, a Gelora, Giacarta Centrale, in Indonesia.  La gara si è svolta in due turni (preliminare e finale), in ognuno dei quali l'atleta ha eseguito una serie di sei tuffi.

## Programma
| Data              | Ora (UTC+7) | Turno       |
| ----------------- | ----------- | ----------- |
| 1º settembre 2018 | 14:15       | Preliminari |
| 1º settembre 2018 | 20:50       | Finale      |

## Risultati

### Preliminare
| Class | Atleta             | Nazione        | Tuffi | Tuffi | Tuffi | Tuffi  | Tuffi | Tuffi  | Totale |
| Class | Atleta             | Nazione        | 1     | 2     | 3     | 4      | 5     | 6      | Totale |
| ----- | ------------------ | -------------- | ----- | ----- | ----- | ------ | ----- | ------ | ------ |
| 1     | Qiu Bo             | Cina           | 80.00 | 96.90 | 89.30 | 101.50 | 95.40 | 98.05  | 561.15 |
| 2     | Yang Jian          | Cina           | 64.75 | 81.60 | 91.20 | 91.00  | 99.00 | 104.55 | 532.10 |
| 3     | Woo Ha-ram         | Corea del Sud  | 72.00 | 76.50 | 86.40 | 59.50  | 85.10 | 79.80  | 459.30 |
| 4     | Kim Yeong-nam      | Corea del Sud  | 76.80 | 69.70 | 77.40 | 64.80  | 85.10 | 81.00  | 454.80 |
| 5     | Hyon Il-myong      | Corea del Nord | 78.40 | 71.40 | 77.00 | 79.20  | 51.80 | 75.60  | 433.40 |
| 6     | Kazuki Murakami    | Giappone       | 78.40 | 72.00 | 74.25 | 69.00  | 54.40 | 76.80  | 424.85 |
| 7     | Jellson Jabillin   | Malaysia       | 60.00 | 76.80 | 49.00 | 61.05  | 67.20 | 76.80  | 390.85 |
| 8     | Rim Kum-song       | Corea del Nord | 65.60 | 73.10 | 63.00 | 57.75  | 78.40 | 38.85  | 376.70 |
| 9     | Siddharth Pardeshi | India          | 60.00 | 72.00 | 72.00 | 72.00  | 62.40 | 37.80  | 376.20 |
| 10    | Conrad Lewandowski | Thailandia     | 48.00 | 44.95 | 50.40 | 60.20  | 54.40 | 65.60  | 323.55 |

### Finale
| Class   | Atleta             | Nazione        | Tuffi | Tuffi | Tuffi  | Tuffi  | Tuffi | Tuffi  | Totale |
| Class   | Atleta             | Nazione        | 1     | 2     | 3      | 4      | 5     | 6      | Totale |
| ------- | ------------------ | -------------- | ----- | ----- | ------ | ------ | ----- | ------ | ------ |
| Oro     | Yang Jian          | Cina           | 87.50 | 86.70 | 102.60 | 98.00  | 93.60 | 110.70 | 579.10 |
| Argento | Qiu Bo             | Cina           | 91.20 | 83.30 | 96.90  | 103.25 | 82.80 | 109.15 | 566.60 |
| Bronzo  | Woo Ha-ram         | Corea del Sud  | 78.40 | 86.70 | 90.00  | 61.25  | 81.40 | 79.80  | 477.55 |
| 4       | Kim Yeong-nam      | Corea del Sud  | 83.20 | 61.20 | 86.40  | 72.00  | 86.95 | 72.00  | 461.75 |
| 5       | Hyon Il-myong      | Corea del Nord | 78.40 | 56.10 | 68.25  | 86.40  | 75.85 | 86.40  | 451.40 |
| 6       | Rim Kum-song       | Corea del Nord | 76.80 | 79.90 | 21.60  | 64.75  | 78.40 | 77.70  | 399.15 |
| 7       | Kazuki Murakami    | Giappone       | 76.80 | 57.60 | 84.15  | 70.50  | 27.20 | 70.40  | 386.65 |
| 8       | Jellson Jabillin   | Malaysia       | 52.50 | 67.20 | 60.20  | 64.35  | 60.80 | 80.00  | 385.05 |
| 9       | Siddharth Pardeshi | India          | 67.50 | 49.60 | 73.60  | 72.00  | 64.00 | 48.60  | 375.30 |
| 10      | Conrad Lewandowski | Thailandia     | 63.00 | 60.90 | 51.80  | 67.20  | 28.80 | 52.80  | 324.50 |